# سيمون شتادلر
سيمون شتادلر (بالألمانية: Simon Stadler) مواليد 20 يوليو 1983 في هايدلبرغ، هو لاعب كرة مضرب ألماني بدأ مسيرته كمحترف سنة 2002 يلعب باليد اليسرى. أعلى تصنيف له في الفردي في تصنيف رابطة محترفي كرة المضرب كان المركز الـ 140 في سنة 2009.

## الخط الزمني للفردي
مفتاح
| ف | ن | ن.ن | ر.ن | د# | د.م | ل | أ.أ | ت | غ | ب | ف | ذ | م.خ | ل.ت |

(ف) فاز بالبطولة (ن) وصل النهائي (ن.ن) نصف النهائي (ر.ن) ربع النهائي (د#) الأدوار الأربعة الأولى (د.م) دور المجموعات (ل) شارك في كأس ديفيز (أ.أ) خرج من الأدوار الاولى (ت) خسر التصفيات التأهيلية (غ) غاب عن الحدث أو البطولة (ب) حصل على ميدالية برونزية (ف) حصل على ميدالية فضية (ذ) حصل على ميدالية ذهبية (م.خ) بطولة الماسترز خُفضت إلى مرتبة أقل (ل.ت) البطولة لم تعقد في السنة المعينة.
لتجنب الارتباك وازدواجية الحساب، يتم تحديث هذه المعلومات إما في نهاية البطولة، أو عندما تكون مشاركة اللاعب في البطولة قد انتهت.
| الدورة             | 2006 | 2007 | 2008 | 2009 | 2010 | 2011 | 2012 | 2013 | ف-خ |
| ------------------ | ---- | ---- | ---- | ---- | ---- | ---- | ---- | ---- | --- |
| دورات الجراند سلام |      |      |      |      |      |      |      |      |     |
| أستراليا المفتوحة  | غ    | غ    | غ    | غ    | غ    | د1   | غ    | غ    | 0–1 |
| فرنسا المفتوحة     | غ    | غ    | غ    | غ    | غ    | غ    | غ    | غ    | 0–0 |
| ويمبلدون           | د1   | غ    | د3   | غ    | غ    | غ    | غ    | غ    | 2–2 |
| أمريكا المفتوحة    | غ    | غ    | غ    | غ    | غ    | غ    | غ    |      | 0–0 |
| فوز-خسارة          | 0–1  | 0–0  | 2–1  | 0–0  | 0–0  | 0–1  | 0–0  |      | 2–3 |

## الخط الزمني للزوجي
مفتاح
| ف | ن | ن.ن | ر.ن | د# | د.م | ل | أ.أ | ت | غ | ب | ف | ذ | م.خ | ل.ت |

(ف) فاز بالبطولة (ن) وصل النهائي (ن.ن) نصف النهائي (ر.ن) ربع النهائي (د#) الأدوار الأربعة الأولى (د.م) دور المجموعات (ل) شارك في كأس ديفيز (أ.أ) خرج من الأدوار الاولى (ت) خسر التصفيات التأهيلية (غ) غاب عن الحدث أو البطولة (ب) حصل على ميدالية برونزية (ف) حصل على ميدالية فضية (ذ) حصل على ميدالية ذهبية (م.خ) بطولة الماسترز خُفضت إلى مرتبة أقل (ل.ت) البطولة لم تعقد في السنة المعينة.
لتجنب الارتباك وازدواجية الحساب، يتم تحديث هذه المعلومات إما في نهاية البطولة، أو عندما تكون مشاركة اللاعب في البطولة قد انتهت.
| الدورة             | 2013 | 2014 | ف-خ |
| ------------------ | ---- | ---- | --- |
| دورات الجراند سلام |      |      |     |
| أستراليا المفتوحة  | د1   |      | 0–1 |
| فرنسا المفتوحة     |      |      | 0–0 |
| ويمبلدون           | د2   |      | 1–1 |
| أمريكا المفتوحة    | د1   |      | 0–1 |
| فوز-خسارة          | 1–3  |      | 1–3 |

## روابط خارجية
- سيمون شتادلر على موقع رابطة محترفي التنس (الإنجليزية)
- سيمون شتادلر على موقع الاتحاد الدولي لكرة المضرب (الإنجليزية)
- سيمون شتادلر على موقع خلاصة التنس.كوم (الإنجليزية)
- سيمون شتادلر على موقع إي إس بي إن.كوم (الإنجليزية)